# Edlunda

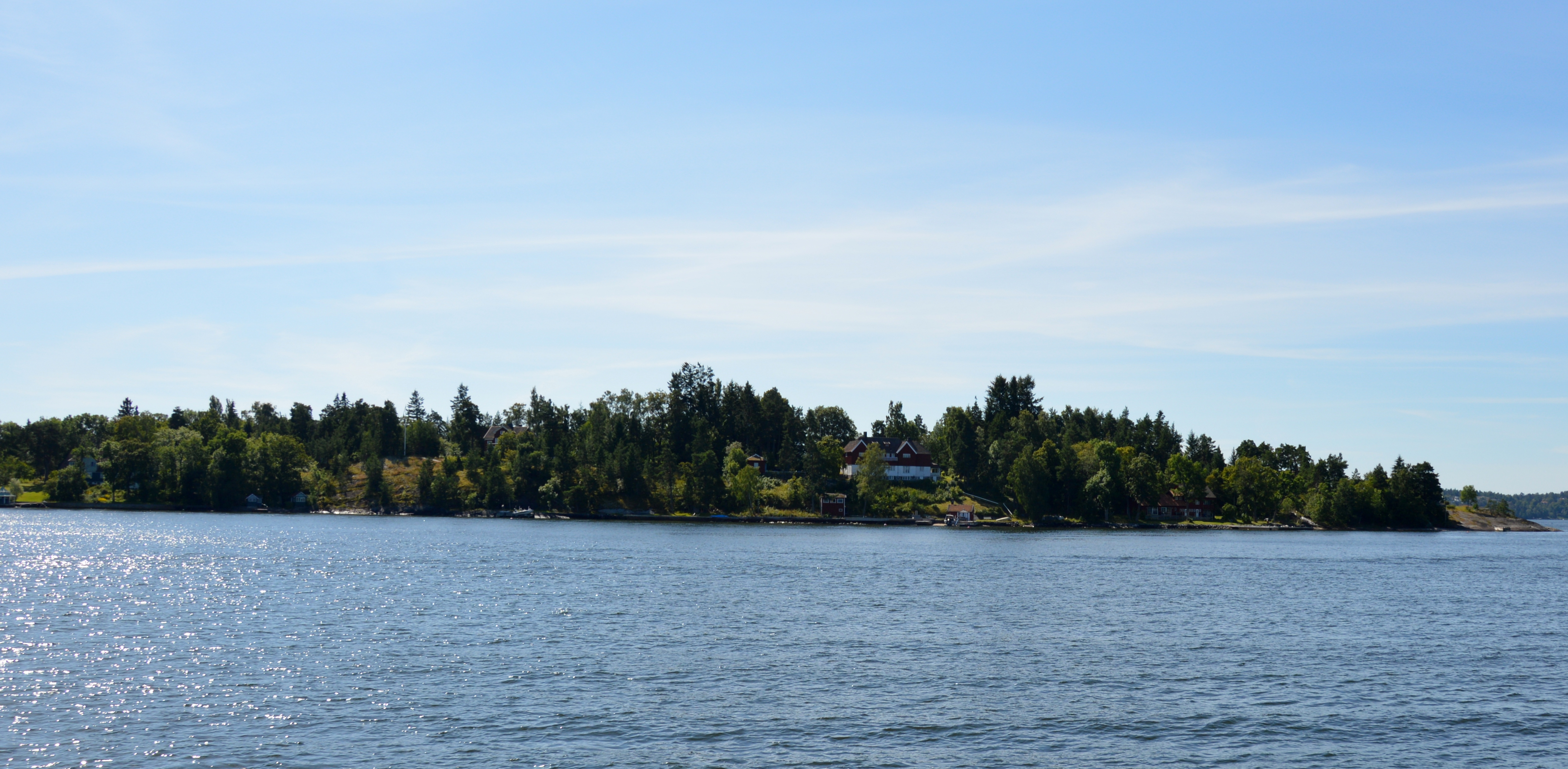
Edlunda, Blick auf das Nordufer

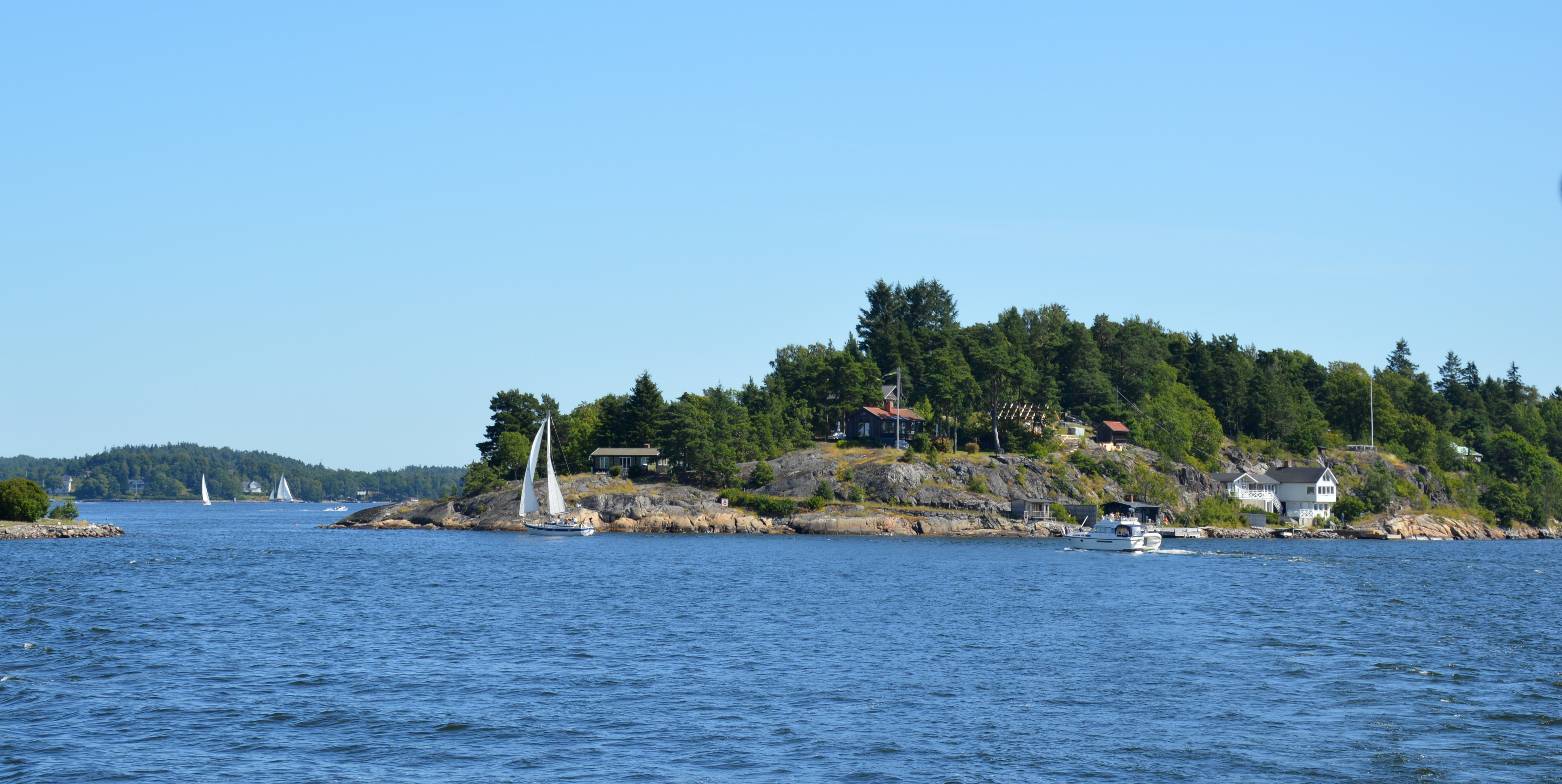
Westspitze, links Granholmen

Edlunda ist eine zu Schweden gehörende Insel im Stockholmer Schärengarten.
Die Insel gehört zur Gemeinde Vaxholm. Westlich liegt die Insel Granholmen, östlich Furuholmen. Nördlich und südlich Edlundas führt die Schiffsroute von der Ostsee nach Stockholm entlang. Edlunda ist vor allem mit Sommerhäusern bebaut und zum Teil bewaldet. Die Insel erstreckt sich von Westen nach Osten über etwa 1,3 Kilometer, bei einer Breite von bis zu 300 Metern. Der Schiffsanleger Edlunda brygga befindet sich an der Nordseite der Insel.
In der Vergangenheit trug die Insel den Namen Östra Granholmen. Der Name ging auf die Brüder Erik und Carl Fredrik Granholm zurück, die das heutige Edlunda und die benachbarte Insel Granholmen in den 1860er Jahren erworben hatten. Der jetzige Name Edlunda verweist auf den Kaufmann Theodor Edlund (1841–1905). Er hatte die Insel im Jahr 1880 gekauft und hier 1882 mit der Villa Edlunda das erste Haus errichtet. 1884 entstand die denkmalgeschützte, von Adolf Nyholm errichtete Villa Ottarsberg. Weitere bekannte Besitzer von Sommervillen auf Edlunda waren Berndt August Hjorth, Sten Dehlgren und Axel Notini.
Unmittelbar südöstlich der Insel liegt in einer Tiefe von 3 bis 10 Metern das Wrack eines gesunkenen, mit Ziegelsteinen beladenen Schiffes.